# Canthochilum brodzinskyorum
Canthochilum brodzinskyorum là một loài bọ cánh cứng trong họ Bọ hung (Scarabaeidae).